# Abaangui
Abaangui, bog mjeseca u mitologiji Indijanaca Guarani. Imao je ogroman nos, koji je odrerzao i bacio na nebo, gdje je postao mjesecem. U drugoj verziji legende, Abaangui je bio djed Guarayúa i imao je dva sina, svaki je odapeo strijelu prema nebu, gdje je ostala pričvršćena, zatim je svaki odapeo drugu strijelu koja je ušla u prvu i oni su nastavili tako sve dok nisu formirali dva lanca koji su išli od neba do zemlje. Dva Abaangüíjeva sina popela su se uz ovaj lanac sve dok nisu stigla do neba i tamo su ostala, pretvarajući se u sunce i mjesec. 